# Aspiolucius esocinus
Aspiolucius esocinus е вид лъчеперка от семейство Шаранови (Cyprinidae). Видът е уязвим и сериозно застрашен от изчезване.

## Разпространение
Разпространен е в Казахстан, Таджикистан, Туркменистан и Узбекистан.

## Описание
На дължина достигат до 50 cm.